# Пещера Ветра
Пещера Ветра (исп. Cueva del Viento) — шестая по длине вулканическая пещера в мире (18 км) после первых четырёх пещер, обнаруженных на самом большом острове Гавайского архипелага (США).
Пещера расположена около города Икод-де-лос-Винос на севере острова Тенерифе (Канарские острова, Испания).
Пещера возникла 27 тысяч лет назад во время извержения вулкана Пико-Вьехо. Благодаря своей морфологии различных уровней и проходов, считается наиболее сложной вулканической трубкой в мире. Пещера состоит из трёх различных уровней, каждый из которых содержит разнообразные геоморфологические объекты.
Пещера Ветра была известна местным аборигенам — народу гуанчи более двух тысяч назад лет, так как в ней были найдены остатки мумий в полостях пещеры. Внутри пещеры также находят ископаемые остатки вымерших позвоночных, таких как гигантская крыса (Canariomys bravoi) и гигантская ящерица (Gallotia goliath).